# Моаверо-Миланези, Энцо
Энцо Моаверо-Миланези (итал. Enzo Moavero Milanesi; род. 17 августа 1954, Рим) — итальянский юрист и политик, министр без портфеля по европейским делам (16 ноября 2011 — 22 февраля 2014). Министр иностранных дел Италии в первом кабинете Джузеппе Конте (2018—2019).

## Биография
В 1977 году окончил Римский университет «Ла Сапиенца», где изучал право. Позднее специализировался в европейском праве в колледже Европы (Брюгге). Годом позже получил в Техасском университете (Даллас) диплом по международному праву. В студенческие годы координировал римскую секцию Студенческого движения. В 1983 году начал работать в аппарате Генерального управления конкуренции Комиссии Европейского совета, а с 1989 года — в аппарате заместителя председателя и еврокомиссара по науке, исследованиям и развитию, телекоммуникациям и инновациям, христианского демократа Филиппо Марии Пандольфи, а в 1991 году возглавил его аппарат.
С 1977 по 1979 год служил в Финансовой гвардии.
В период с 1992 по 1994 год периодически занимал различные должности в итальянских правительствах. В первом правительстве Амато возглавлял Секретариат по европейским делам при Генеральном секретариате президиума правительства.
С 1993 по 1996 год преподавал европейское право в университете «Ла Сапиенца» и в Свободном международном университете общественных наук имени Гвидо Карли, с 1996 по 2000 год — в миланском университете Боккони.
С 1995 года состоял в аппарате Марио Монти сначала как еврокомиссара по внутреннему рынку, затем — по конкуренции, в 2002 году назначен генеральным секретарём Европейской комиссии, с 2005 по 2006 год являлся генеральным директором Управления советников по европейской политике Еврокомиссии. До 2012 года являлся членом суда первой инстанции Суда Европейского союза в Люксембурге.
В 2002—2006 годах снова преподавал в «Ла Сапиенца», затем — в университете Гвидо Карли.
16 ноября 2011 года получил должность министра без портфеля по европейским делам в беспартийном правительстве Монти, 28 апреля 2013 года сохранил её при формировании правительства Летта, представляя партию Марио Монти «Гражданский выбор».

### Министр иностранных дел
1 июня 2018 года получил портфель министра иностранных дел в правительстве Конте.
30 января 2019 года на слушаниях в Сенате Моаверо-Миланези заявил по поводу политического кризиса в Венесуэле, что он поддерживает политику Евросоюза, который 26 января 2019 года потребовал от Николаса Мадуро объявить к 3 февраля о подготовке свободных выборов, однако в целом позиция итальянского министра иностранных дел заключалась в предложении мирного и демократического пути выхода из внутреннего конфликта при отказе от предъявления ультиматумов действующему президенту Венесуэлы. По мнению прессы, двойственность его предложений была обусловлена расколом в правительстве — Движение пяти звёзд выступало против вмешательства во внутренние дела Венесуэлы, а Лига Севера — напротив. 31 января на встрече министров иностранных дел стран Евросоюза в Бухаресте итальянская делегация заблокировала предложение о признании Хуана Гуайдо исполняющим обязанности президента на период до проведения свободных выборов, но обоснование такого шага озвучил в интервью Tg2000 младший статс-секретарь МИД, представитель Пяти звёзд Манлио Ди Стефано.
4 сентября 2019 года Джузеппе Конте сформировал своё второе правительство, основанное на союзе Д5З с Демократической партией (новым министром иностранных дел стал Луиджи Ди Майо, Моаверо-Миланези не получил никакого назначения), и 5 сентября новый кабинет принёс присягу.

## Личная жизнь
Моаверо-Миланези женат, отец троих детей. Будучи членом правительства, предпочёл в качестве персонального автомобиля Lancia Delta, а не BMW. Кроме того, отказался от письменного стола, которым предположительно пользовался Муссолини, назвав себя убеждённым антифашистом.

## Награды
- Кавалер большого креста ордена «За заслуги перед Итальянской Республикой».
- Великий офицер ордена «За заслуги перед Итальянской Республикой».
- Командор ордена «За заслуги перед Итальянской Республикой».
- Медаль «За вклад в развитие культуры и искусства».
- Командор ордена «За заслуги» (2007 год, Румыния)[8].
- Орден «Дружба» (18 июля 2018 года, Азербайджан) — за большие заслуги в укреплении межгосударственных отношений Азербайджанской Республики с Итальянской Республикой[9].